# 음성 도장사
도장사는 충청북도 음성군 금왕읍에 있다. 2004년 8월 9일 음성군의 향토문화유적 제19호로 지정되었다.

## 개요
이 사우는 초계 정씨(草溪 鄭氏)의 사당으로, 조선 숙종 대에 창건하였으며, 대원군의 서원철폐령으로 철폐되었다가, 1965년에 후손들이 중건하였다.  사우는 정면 3칸, 측면 2칸 겹처마 팔작지붕 초익공계의 목조기와집으로 정면에 도장사라는 편액을 달았으며, 전면에 소슬삼문을 세우고 모현문(慕賢門)이라 하였다.